# Poiana, Ialomița

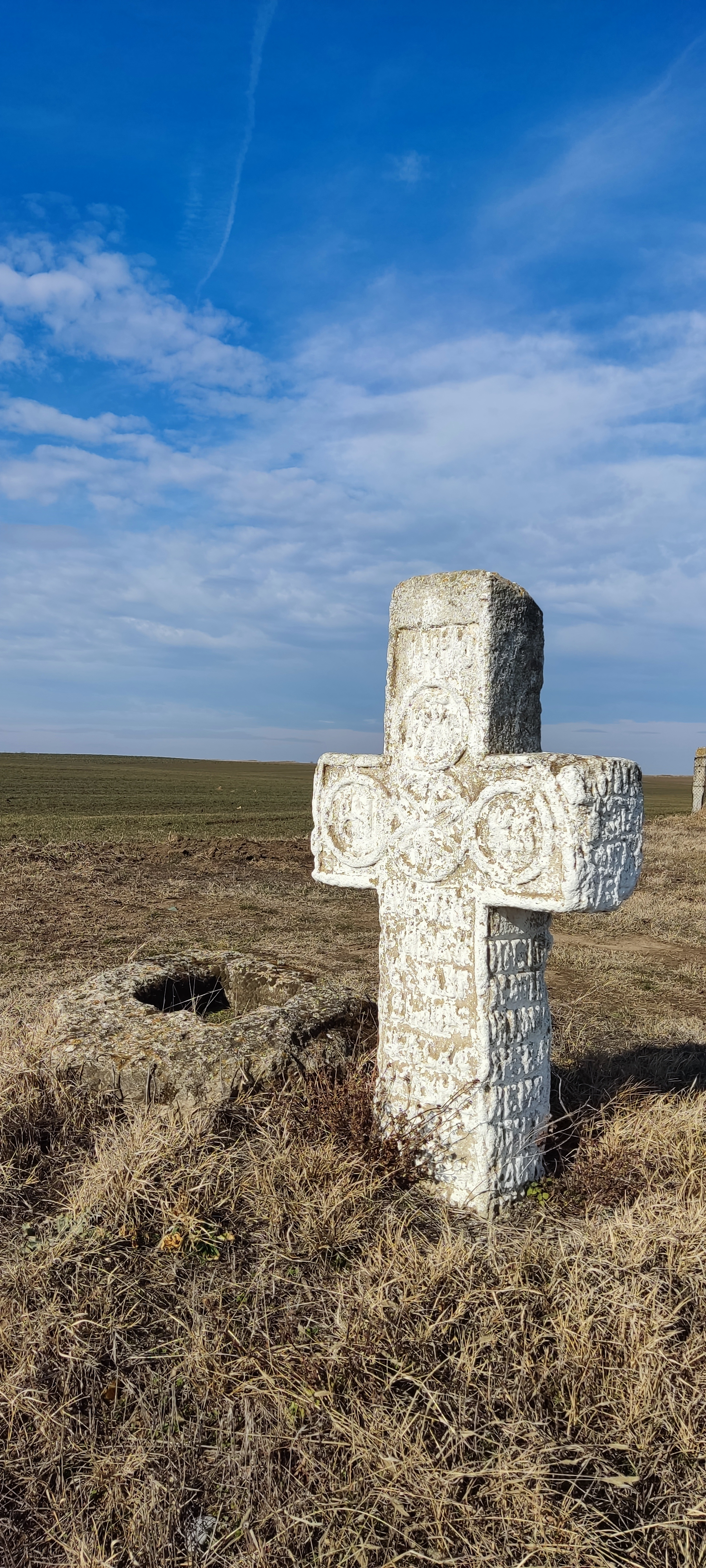
Crucea de hotar de la Ghimpati

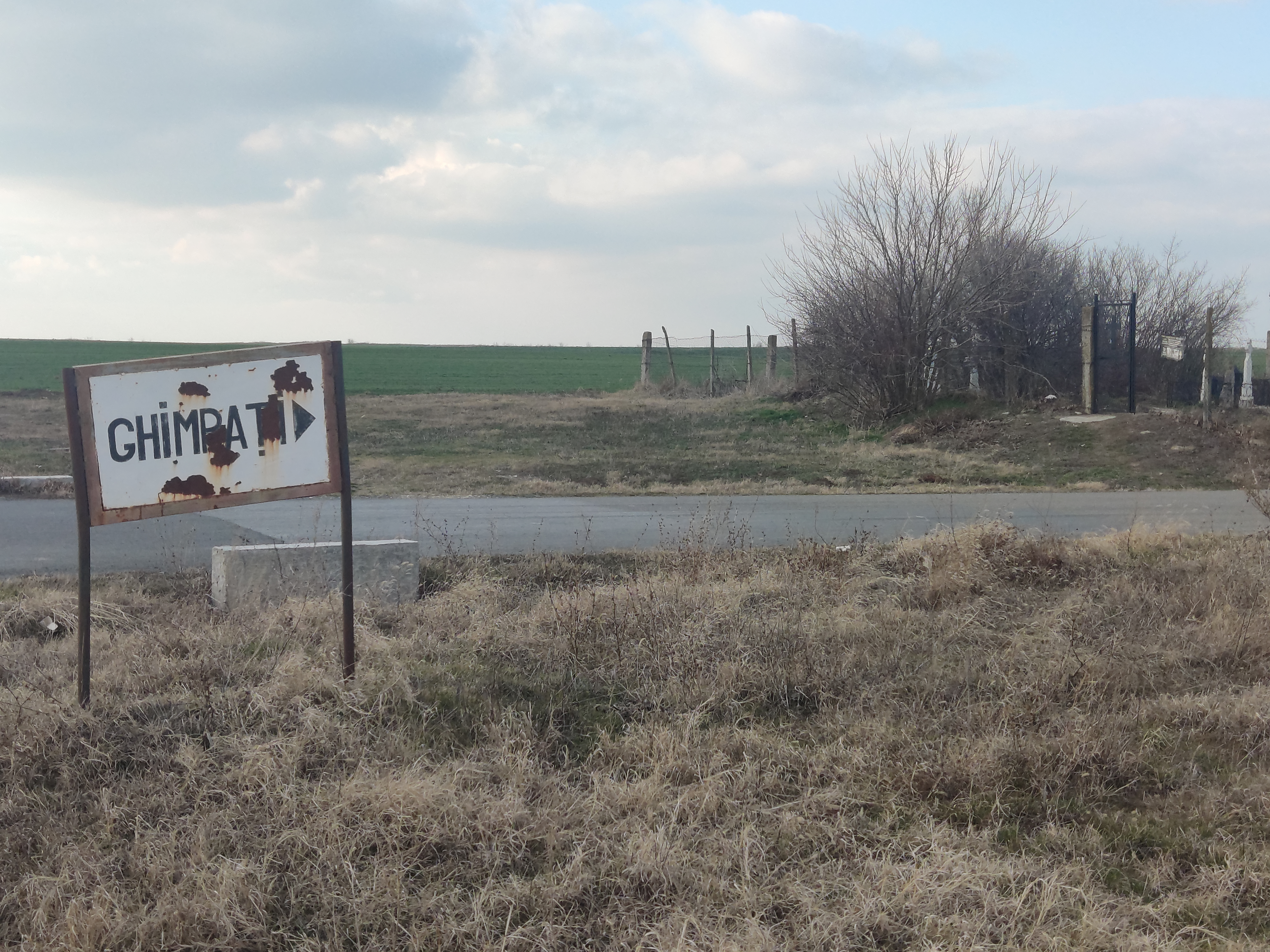
Fostul sat Ghimpati

Poiana este un sat în comuna Ciulnița din județul Ialomița, Muntenia, România. In prezent include si fostul sat Ghimpati.

## Legături externe
Materiale media legate de Poiana la Wikimedia Commons